# Mabinay
Mabinay ist eine philippinische Gemeinde in der Provinz Negros Oriental. Sie hat 78.864 Einwohner (Zensus 1. August 2015).

## Baranggays
Mabinay ist politisch in 32 Barangays unterteilt.
| - Abis - Arebasore - Bagtic - Banban - Barras - Bato - Bugnay - Bulibulihan - Bulwang - Campanun-an - Canggohob | - Cansal-ing - Dagbasan - Dahile - Himocdongon - Hagtu - Inapoy - Lamdas - Lumbangan - Luyang - Manlingay - Mayaposi | - Napasu-an - New Namangka - Old Namangka - Pandanon - Paniabonan - Pantao - Poblacion - Samac - Tadlong - Tarâ |